# Bugaj (gmina Pobiedziska)
Bugaj – wieś w Polsce położona w województwie wielkopolskim, w powiecie poznańskim, w gminie Pobiedziska. Należy do sołectwa Jerzykowo.
| SIMC    | Nazwa    | Rodzaj    |
| ------- | -------- | --------- |
| 0592934 | Barcinek | część wsi |

W latach 1975–1998 miejscowość należała administracyjnie do województwa poznańskiego.
Przez miejscowość przebiega dawna droga krajowa nr 5, obecnie droga wojewódzka nr 194.